# Tangos - L'esilio di Gardel
Tangos - L'esilio di Gardel (Tangos. El exilio de Gardel) è un film del 1985 diretto da Fernando E. Solanas.

## Trama
Verso la fine degli anni settanta un gruppo di artisti argentini in esilio a Parigi cercano di mettere in scena uno spettacolo di musica e danza, dedicato al grande cantante e attore Carlos Gardel, per uscire dall'apatia dell'esilio.

Lo spettacolo, in cui convivono contenuti politici (legati alla Dittatura militare argentina) e personali, non viene però capito dai finanziatori francesi che lo giudicano "troppo argentino", lontano dai gusti europei e non andrà mai in scena.
Buona parte del film è un'antologia di numeri di tango, con le musiche originali di Astor Piazzolla, l'orchestra di Osvaldo Pugliese e la voce di Gardel.

## Riconoscimenti
- 1985 - Mostra internazionale d'arte cinematografica
  - Leone d'argento - Gran premio della giuria
- 1986 - Premio César
  - Miglior colonna sonora